# Marcin Sosnowski
Marcin Sosnowski (ur. 26 lipca 1952 w Warszawie) – polski reżyser, aktor teatralny, filmowy i dubbingowy.

## Życiorys
Syn polonistki, krytyka literackiego, socjologa kultury i działaczki społecznej Wandy Leopold oraz artysty malarza abstrakcjonisty Kajetana Sosnowskiego. Brat Honoraty Sosnowskiej - polskiej matematyczki, profesora nauk ekonomicznych. 
W 1977 r. ukończył studia na PWST w Krakowie. Rok później, laureat nagrody Złotego Ekranu w kategorii: program rozrywkowy za „Spotkania z Balladą”.
Aktor Teatru Starego w Krakowie (1977–1986) i Teatru Ateneum w Warszawie (1986-2008).

## Filmografia

### Aktor
- 2021: Piękni i bezrobotni jako ojciec Gwidona (odc. 12)
- 2020: Ojciec Mateusz jako kustosz (odc. 309)
- 2019: Zawsze warto – weterynarz (odc. 12)
- od 2018: Barwy szczęścia – pan Miecio
- 2018: Ślad – Eugeniusz Kucharski (odc. 23)
- 2004: Pensjonat pod Różą – Andrzej Rowicki (odc. 14)
- 2003-04: Boża podszewka II – dyrektor gimnazjum
- 2001: Garderoba damska – Inspicjent (głos)
- 2001: Słoneczna włócznia – doktor Fuller (odc. 12-13)
- 2001: Rodzina zastępcza – weterynarz (odc. 66)
- 2000: Odwrócona góra albo film pod strasznym tytułem – Abiger (głos)
- 1999: Pierwszy milion – Ryszard „sztaba”, partner Kajzara
- 1999: Jak narkotyk – lekarz
- 1998: Rodziców nie ma w domu – dzielnicowy
- 1998–2003: Miodowe lata – tramwajarz Leopold „Poldek” Misiak
- 1997: Odwrócona góra albo film pod strasznym tytułem – Abiger (głos)
- 1997: Klan – doktor Wojciech Nawrot
- 1996: Dom – porucznik (odc. 14)
- 1995: Młode wilki – Lolo
- 1993: Polski crash – Mirek Słowik
- 1992: Wszystko, co najważniejsze – futurysta na przyjęciu u Boguckiego
- 1991: Powodzenia, żołnierzyku – Spaiss
- 1990: W środku Europy – Cherubin
- 1988: Pięć minut przed gwizdkiem – „handlarz nóg”
- 1987: Dorastanie – siatkarz Bogusław Tomal
- 1986: Blisko, coraz bliżej – Józef
- 1984: Zdaniem obrony – szef zespołu adwokackiego
- 1980: Z biegiem lat, z biegiem dni… – Franio Karaś (chłopak Mani (odcinek 8)
- 1980: Polonia Restituta – Kazimierz Sosnkowski
- 1979: Do krwi ostatniej (serial)
- 1978: Do krwi ostatniej...
- 1977: Wodzirej – kolega Niny
- 1976: Ocalić miasto – Niemiec wynoszący obrazy; niewymieniony na liście

### Reżyser
- 2000: Miodowe lata (odcinki 46-47, 54, 58)

## Polski dubbing

### Aktor
- 2015: Sawa. Mały wielki bohater – Szisza
- 2005: Stuart Malutki 3: Trochę natury – Frederick Malutki
- 2004–2006: Kaczor Dodgers –
  - Kanasta (odc. 8a, 13b, 27),
  - Centurioni Z-9 (odc. 26),
  - Wielka Stopa (odc. 33, 39),
  - Wielki Biały Król (odc. 34b),
  - Szwindelbelly (odc. 35a),
  - agent Protektoratu #2 (odc. 36),
  - jeden z gangu Serpentich (odc. 37b)
- 2004: Looney Tunes znowu w akcji – Wstrętny Kanasta
- 2002: Stuart Malutki 2 – Frederick Malutki
- 2002–2004: Cyberłowcy – Haker
- 2000: Stuart Malutki – Frederick Malutki
- 1998: Figle z Flintstonami – Frank Frankenston
- 1998: Mała Syrenka – król Olimpii
- 1998: Oliver i spółka
- 1997: Rover Dangerfield –
  - Duke,
  - Count,
  - prowadzący teleturnieju
- 1997: Strażnik pierwszej damy
- 1996–1997: Aladyn – 
  - Razoul (niektóre odcinki),
  - jeden z rabusiów (odc. 11),
  - Hamar (odc. 17)
- 1995: Przygody Speeda Błyskawicy – Kaligula z roku 2078
- 1995: Śpiąca królewna (druga wersja dubbingowa) –
  - Narrator,
  - jeden z pachołków Diaboliny,
  - herold
- 1995: Wielka bitwa Asteriksa
- 1995: Asterix w Brytanii – dekurion Sepilapsus
- 1995: Mała Syrenka (pierwsza wersja dubbingowa) – król Augustus
- 1995: Przygody Myszki Miki i Kaczora Donalda (pierwsza wersja dubbingowa) – 
  - Wilk Bardzozły,
  - nietoperz (odc. 37b),
  - pierwszy kolega George’a (odc. 39a),
  - jeden z grających w kości (odc. 39a),
  - grający w pokera #3 (odc. 39a)
- 1994: Dzielny Agent Kaczor (pierwsza wersja dubbingowa) – Śmigacz McKwak
- 1993−1994: Smerfy –
  - król Symfonion (odc. 126),
  - zamek, w którym była uwięziona Smerfowa Niania (odc. 215)
  - Manezis (odc. 222)
- 1992: Nowe przygody Kubusia Puchatka
  - król bałaganu Brud (odc. 6),
  - jeden z ludzi Wrednego Jacka (odc. 12)
- 1991: Kacze opowieści. Poszukiwacze zaginionej lampy – Śmigacz McKwak
- 1991–1993: Kacze opowieści (pierwsza wersja dubbingowana) –
  - Śmigacz McKwak,
  - Bysio Be,
  - Czyngis Chan (odc. 8),
  - Rekiniak (odc. 9),
  - taksówkarz (odc. 24),
  - Max Hau Hau (odc. 27),
  - policjant wręczający Forsantowi rachunek za szkody w mieście (odc. 34),
  - brygadier Brokuł (odc. 53),
  - kosmita przypominający krokodyla (odc. 53),
  - wódz plemienia na wyspie Rybpantaro (odc. 59),
  - kaczor bawiący się z psem w parku (odc. 69),
  - współwięzień w celi Megabajta Be (odc. 73),
  - Naczelny Elektroniczny Strażnik na planecie robotów (odc. 75)
- 1991–1994: Chip i Dale: Brygada RR –
  - Spaślak,
  - komisarz policji,
  - sprzedawca w supermarkecie (odc. 2),
  - kapitan piratów Trupia Czacha (odc. 4),
  - przestępca, który chciał ładować złoto do konkretnego wózka (odc. 45),
  - Kocur de Sade (odc. 60)
- 1990:  Kosmiczny Duch – Kosmiczny Duch

### Tekst piosenek
- 2019: Król lew – „Gościem bądź”
- 2017: Piękna i Bestia – „Gościem bądź”, „Piękna i Bestia”
- 2006: Bambi II – „Piosenka wiosenna”
- 2005: Bambi (druga wersja dubbingowa)
- 1998: Jetsonowie (odc. 2, 20)
- 1997: Koty nie tańczą
- 1997: Rover Dangerfield
- 1996: Ucieczka
- 1994: Aryskotraci
- 1993, 2002: Piękna i Bestia
- 1992–1995: Nowe przygody Kubusia Puchatka
- 1991–1993: Kacze opowieści